# Monts Iablonovy
Les monts Iablonovy (en russe : Яблоновый хребет) sont un massif montagneux situé au sud-est de la Sibérie en Russie.

## Géographie

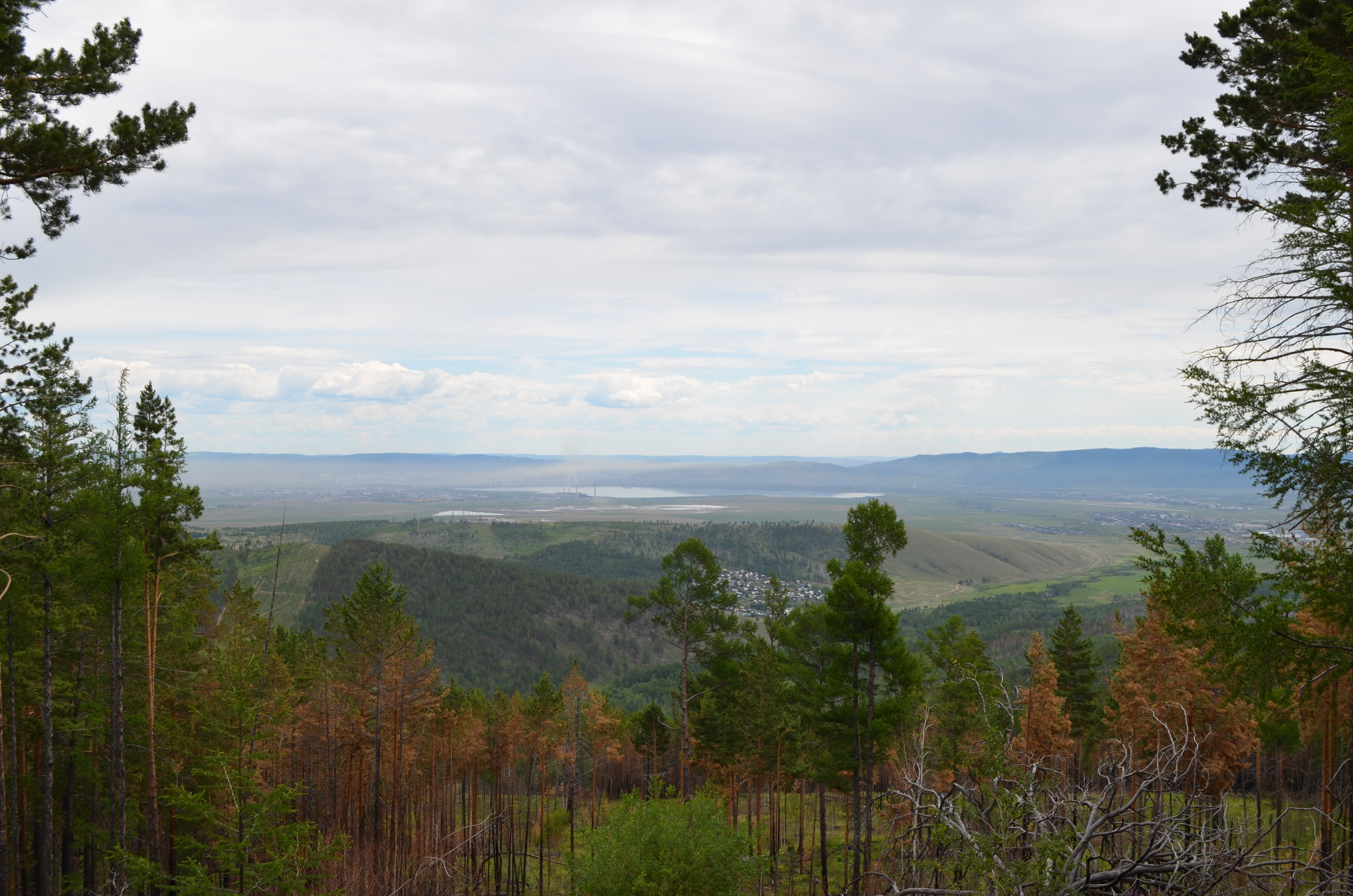
Paysage des monts Iablonovy dans les environs du lac Kenon.

Le massif se situe au nord-est de la Mongolie et à l'est du lac Baïkal. Il s'étend du sud-ouest, au niveau de la frontière russo-mongole, vers le nord-est où il rejoint les monts Stanovoï, et fait face aux monts Baïkal qui dominent l'autre rive du lac. Il forme la ligne de partage des eaux entre le bassin de l’océan Arctique et celui de l’océan Pacifique.
Le point culminant des monts Iablonovy est le mont Sokhondo, à 2 450 mètres d'altitude.
Le massif est boisé et appartient aux forêts de conifères de Transbaïkalie (en). La densité humaine est très faible et est essentiellement concentrée autour de mines. Le massif est particulièrement riche en gisements d’étain. 

## Histoire
Pierre Kropotkine et Ivan Poliakov les explorent en 1866.